# Wasilij Wiljams
Wasilij Robertowicz Wiljams (ros. Васи́лий Ро́бертович Ви́льямс; ur. 9 października 1863 w Moskwie, zm. 11 listopada 1939 tamże) – gleboznawca rosyjski, syn angielskiego oficera. Profesor Moskiewskiej Akademii Rolniczej im. Klimienta Timiriaziewa (w latach 1922–1925 rektor). Od 1931 członek rzeczywisty Akademii Nauk ZSRR i od 1935 – Ogólnozwiązkowej Akademii Nauk Rolniczych. Opracował teorię procesu glebotwórczego, naukowej podstawy utrzymania i podnoszenia żyzności gleb oraz tzw. trawopolny system rolnictwa. Biorąc za podstawę dokuczajewowskie czynniki glebotwórcze, Wiljams po raz pierwszy uzasadnił czołową rolę czynnika biologicznego w genezie i ewolucji gleb, jak również wskazał na olbrzymią przeobrażającą rolę praktyki uprawy roli przez człowieka, który tworzy kulturalne warianty gleb.

## Prace
- Gleboznawstwo (1914–1924, wyd. pol. 1950)
- Podstawy rolnictwa (1925, wyd. polskie 1950).

## Literatura
- WILIAMS Wasilij Robertowicz. W: Krótki słownik filozoficzny. Mark Rozental, Pawieł Judin (red.). Warszawa: Książka i Wiedza, 1955, s. 717–720. (pol.).